# Arkadiusz Stempin
Arkadiusz Stempin (* 1964 in Nowy Sącz, Kleinpolen) ist ein polnischer Neuzeithistoriker, Hochschullehrer und Sachbuchautor.
Stempin studierte Geschichte an der Jagiellonen-Universität Krakau und an der Albert-Ludwigs-Universität in Freiburg. Seine Dissertation an der Universität Freiburg schrieb er über das Maximilian-Kolbe-Werk als Wegbereiter der deutsch-polnischen Aussöhnung 1960–1989, seine Habilitation an der Universität Freiburg behandelte die deutsche Besatzungspolitik in Kongresspolen im Ersten Weltkrieg. Er hat den Konrad-Adenauer-Lehrstuhl für europäische Integration an der Józef Tischner Hochschule Krakau inne.